# آزاپیرون

بوسپیرون، نمونه اولیه ضد اضطراب آزاپیرون، که حاوی آزاسپیرو دکان دی ان و پیریمیدینیل پیپرازین است که از طریق یک زنجیره بوتیل به هم متصل می‌شوند.

آزاپیرون‌ها(به انگلیسی: Azapirone) دسته ای از داروها هستند که به عنوان ضد اضطراب، ضد افسردگی و ضد روان‌پریشی استفاده می‌شوند. آنها معمولاً به عنوان بهبود دهنده خواص همراه با سایر داروهای ضدافسردگی مانند مهارکننده‌های انتخابی بازجذب سروتونین (SSRI) استفاده می‌شوند.